# Winzar Kakiouea
Winzar Jedidiah Shadrack Kakiouea (nacido el 30 de abril de 2001) es un velocista nauruano. Se clasificó para los Juegos Olímpicos de París 2024 y fue el único nauruano seleccionado.

## Biografía
Kakiouea nació el 30 de abril de 2001 en Nauru. Él es de la tribu Iruwa. Nauru, con una población de alrededor de 10 000 habitantes, es el tercer país más pequeño del mundo y no tiene ni una sola pista de carreras, sólo lo que Kakiouea llamó un «óvalo de tierra». Creció en el país y ganó una competición nacional de levantamiento de potencia, siendo también uno de los mejores jugadores de fútbol australiano de Nauru, aunque le dijo a The New York Times que sus logros «no fueron tan impresionantes. Nauru es muy pequeño». Fuera del deporte, trabaja como reparador de cables de telecomunicaciones.
Kakiouea compitió en los Campeonatos de Melanesia de Atletismo de 2018, quedando en quinto lugar en los 100 metros, y ganó una medalla de plata en los Campeonatos de Micronesia de 2018 en el relevo 4 × 100 metros. También participó en los 100 metros en el Campeonato de Atletismo de Oceanía de 2019, quedando en cuarto lugar. Tiene el récord nacional en la prueba y comenzó a entrenar regularmente en 2021; The New York Times señaló que:

La pequeñez [de Nauru] (casi todo el mundo se conoce, o al menos uno o dos primos) obligó a Kakiouea a ocultar su régimen de entrenamiento, para que la gente no cotilleara sobre sus ambiciones. Se mantuvo alejado del óvalo de tierra y se internó en las colinas boscosas, donde compartió una recta de tierra con algún que otro coche. No tenía entrenador, pero un primo venía a menudo a cronometrarle. Para fortalecer su cuerpo, comía cangrejo y noddy, una especie de ave marina tropical. Pescó y cortó la carne en trozos de sashimi.

Kakiouea fue seleccionado para competir en los 100 metros en el Campeonato Mundial de Atletismo de 2023, donde fue el único nauruano participante y sirvió como abanderado de la nación. Más tarde ese año, compitió en los Juegos del Pacífico en tres eventos, ganando una medalla de bronce en los 100 metros. En marzo de 2024, compitió en los 60 metros en el Campeonato Mundial de Atletismo en Pista Cubierta de 2024 en Glasgow; se entrenó en Australia para prepararse para la competición, comprando su único par de zapatillas para correr, unas Nike rosas, por 240 dólares australianos.
En junio de 2024, Kakiouea participó en los Juegos de Micronesia de 2024 y ganó cuatro medallas: tres de oro y una de bronce. Allí logró su mejor marca personal en los 100 metros y ganó el oro, con un tiempo de 10,82 segundos. Al mes siguiente, recibió una selección universal para competir por Nauru en los Juegos Olímpicos de París 2024, siendo el único nauruano elegido. En ese momento, tenía un ranking mundial de 3701. Como único nauruano en los juegos, sirvió como abanderado de la nación en la ceremonia de apertura, acompañado por su entrenador y dos oficiales del equipo. Terminó quinto en su serie de la ronda preliminar en los 100 metros masculinos con un tiempo de 11,15 s y no avanzó.